# Čergovský Minčol
Čergovský Minčol je národní přírodní rezervace v katastrálních územích obcí Kamenica v okrese Sabinov, Kyjov v okrese Stará Ľubovňa a Livovská Huta v okrese Bardejov v Prešovském kraji na Slovensku. Území bylo vyhlášeno v roce 1986 a jeho rozloha je 171,08 hektaru. Předmětem ochrany lokalita s výskytem typické horské květeny Karpat, se zastoupením východokarpatských prvků a lesních společenstev nejvyšších poloh Čergova. Nachází se ve vrcholové části a na úbočích hory Minčol.